# Escadarcs
Escadarcs – miejscowość w Hiszpanii, w Katalonii, w prowincji Girona, w comarce Baixa Cerdanya, w gminie Fontanals de Cerdanya.
Według danych INE z 2005 roku miejscowość zamieszkiwało 32 osób.